# A Million Dreams
A Million Dreams is een nummer van Ziv Zaifman, Hugh Jackman en Michelle Williams uit 2017, als onderdeel van de film The Greatest Showman. De Amerikaanse zangeres Pink bracht een jaar later een cover van het nummer uit, voor diezelfde film.
Het nummer heeft als boodschap dat al je dromen uitkomen als je er hard voor werkt. De originele versie "A Million Dreams" werd enkel op de Britse eilanden een bescheiden hit, terwijl Pink met haar versie in meerdere Europese landen een hit scoorde. In de Amerikaanse Billboard Hot 100 was haar uitvoerig met een 90e positie echter minder succesvol. In Nederland was het succes ook klein met een eerste positie in de Tipparade, maar in de Vlaamse Ultratop 50 deed het nummer het juist wel weer heel goed met een 6e positie.